# Taber Duplex
Taber Duplex  es un edificio histórico ubicado en Opa-locka, Florida.  Taber Duplex se encuentra inscrito  en el Registro Nacional de Lugares Históricos desde el 17 de agosto de 1987.  New England Construction Codiseñó Taber Duplex.

## Ubicación
Taber Duplex se encuentra dentro del condado de Miami-Dade en las coordenadas 25°54′21″N 80°14′52″O / 25.905833, -80.247778.